# Abrostola ussuriensis
Abrostola ussuriensis är en fjärilsart som beskrevs av Claude Dufay 1958. Abrostola ussuriensis ingår i släktet Abrostola och familjen nattflyn. Inga underarter finns listade i Catalogue of Life.